# Bramois
Bramois est une ancienne commune suisse et une localité de la commune de Sion, située à 4 km au sud-est du centre-ville de celle-ci. Bramois se trouve sur la rive gauche du Rhône, à l'ouverture du Val d'Hérens.

## Géographie

Vue générale de Bramois depuis le nord.

Bramois se situe à 512 mètres d'altitude à 3,5 km, au nord-est de la gare de Sion et sur la rive droite de la Borgne. Les dépôts de limon de cette dernière ont déplacé le Rhône vers le coteau nord de la vallée du Rhône et ont créé de vastes champs fertiles.

## Toponymie
L'ancien nom du village en allemand est Brämis.

## Histoire
Des vestiges protohistoriques ont été retrouvés à Bramois. Vers 800, l'abbaye de Saint-Maurice estime posséder Bramois depuis 515. Le village passe au chapitre de Sion qui en détenait au XIVe siècle les juridictions spirituelle et temporelle. Usurpé par les vidomnes de Sion, le vidomnat de Bramois est vendu en 1569 à la ville de Sion ; un châtelain administre Bramois jusqu'en 1798.
La communauté est citée en 1302. Le village possède un sanctuaire dès la fin du Ve siècle, et une paroisse (Saint-Laurent) est mentionnée dès 1278 mais remonte au tournant du millénaire ; l'ermitage de Longeborgne est fondé en 1522. Le territoire communal connaît également de petites industries : chaux au XVIIe siècle, cuivre après 1836, anthracite, chapeaux en 1872, drap, bière vers 1900 et électricité en 1895. La commune de Bramois fusionne avec Sion en 1968 et devient une banlieue résidentielle.

## Population et société

### Gentilé et surnom
Les habitants du village se nomment les Bramoisiens.
Ils sont surnommés les Goitreux.

### Démographie
Le village compte 40 à 50 feux vers 1450, 298 habitants en 1798, 232 en 1821, 381 en 1850, 703 en 1900, 866 en 1950 et 859 en 1960.

### Langues
En 1860, 67 ménages sur 104 parlent allemand. L'usage de la langue décline ensuite fortement : 40 % des habitants en 1900, puis 9 % en 1960.

### Sports

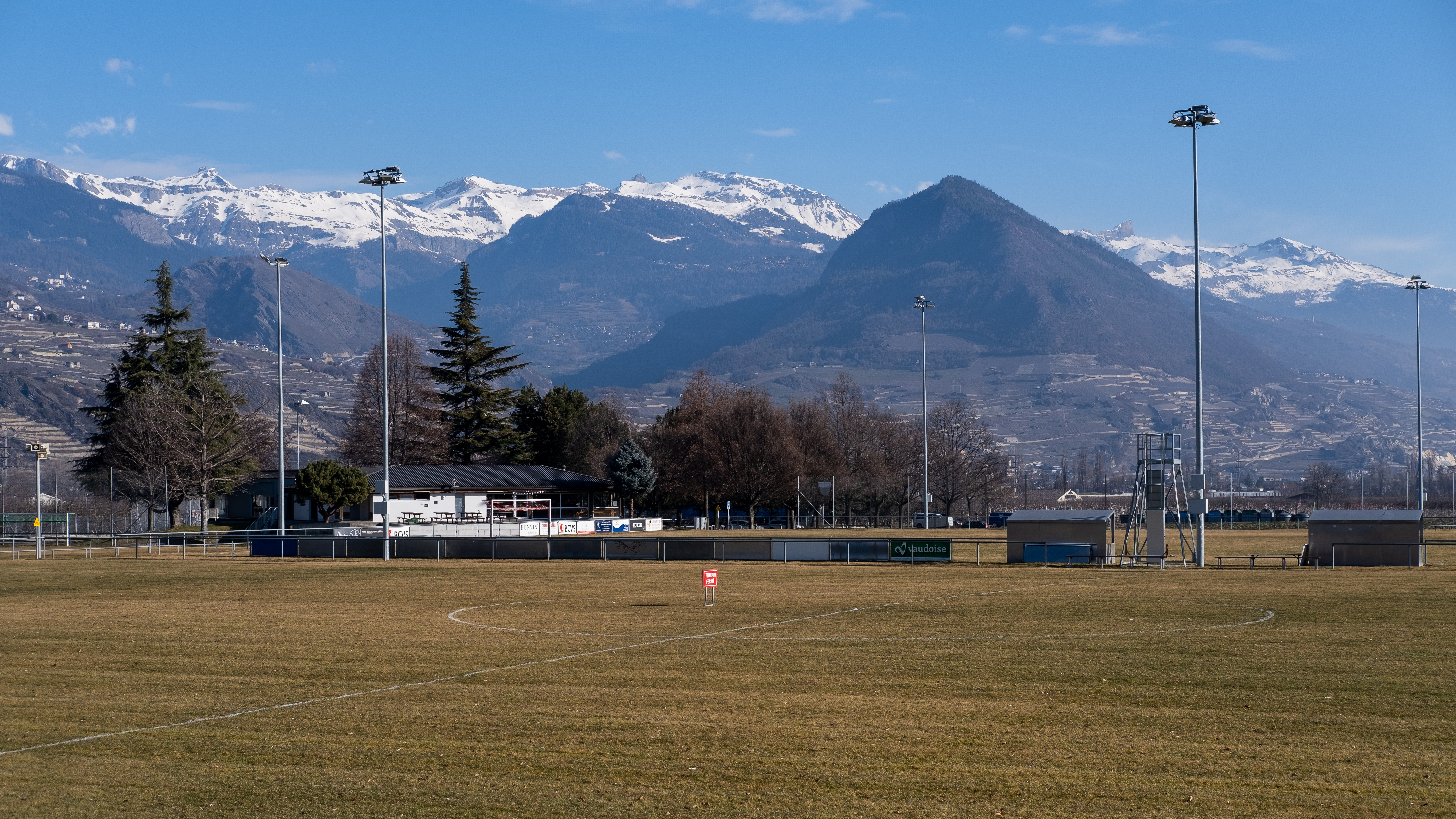
Les terrains de football de Bramois en 2023.

Bramois possède un club de football, le FC Bramois, fondé en 1954. Le club a atteint la cinquième division suisse en 2016 et a remporté la coupe valaisanne à trois reprises : en 1985, 1996 et 2018. En 2019, le FC Bramois a 13 équipes, une école de football et 300 joueurs licenciés.

## Culture et patrimoine

### Longeborgne
Au-dessus du village, accroché dans les falaises qui surplombent les gorges sauvages de la Borgne, se trouve l'ermitage de Longeborgne. Avant de devenir un lieu de retraite et de pèlerinage, les grottes de Longeborgne - les « baumes » - eurent un usage défensif : les habitants de Bramois pouvaient y mettre en sûreté leurs biens les plus précieux lors des périodes de danger.

### Héraldique
| Blason | Blasonnement : « De gueules à deux lions passant d'or et une fasce d'argent chargée de trois étoiles à cinq rais du premier. » |

Blason de la famille de Chevron Villette utilisé par la commune de Bramois avant 1920.

Les armoiries de Bramois sont adoptées officiellement en 1920. Elles ont été adaptées à partir d'une gravure à l'entrée de Longeborgne. Avant cela, la commune utilisait les armes de la famille de Chevron Villette, qui possédait le vidomnat de Bramois.